# Warndt

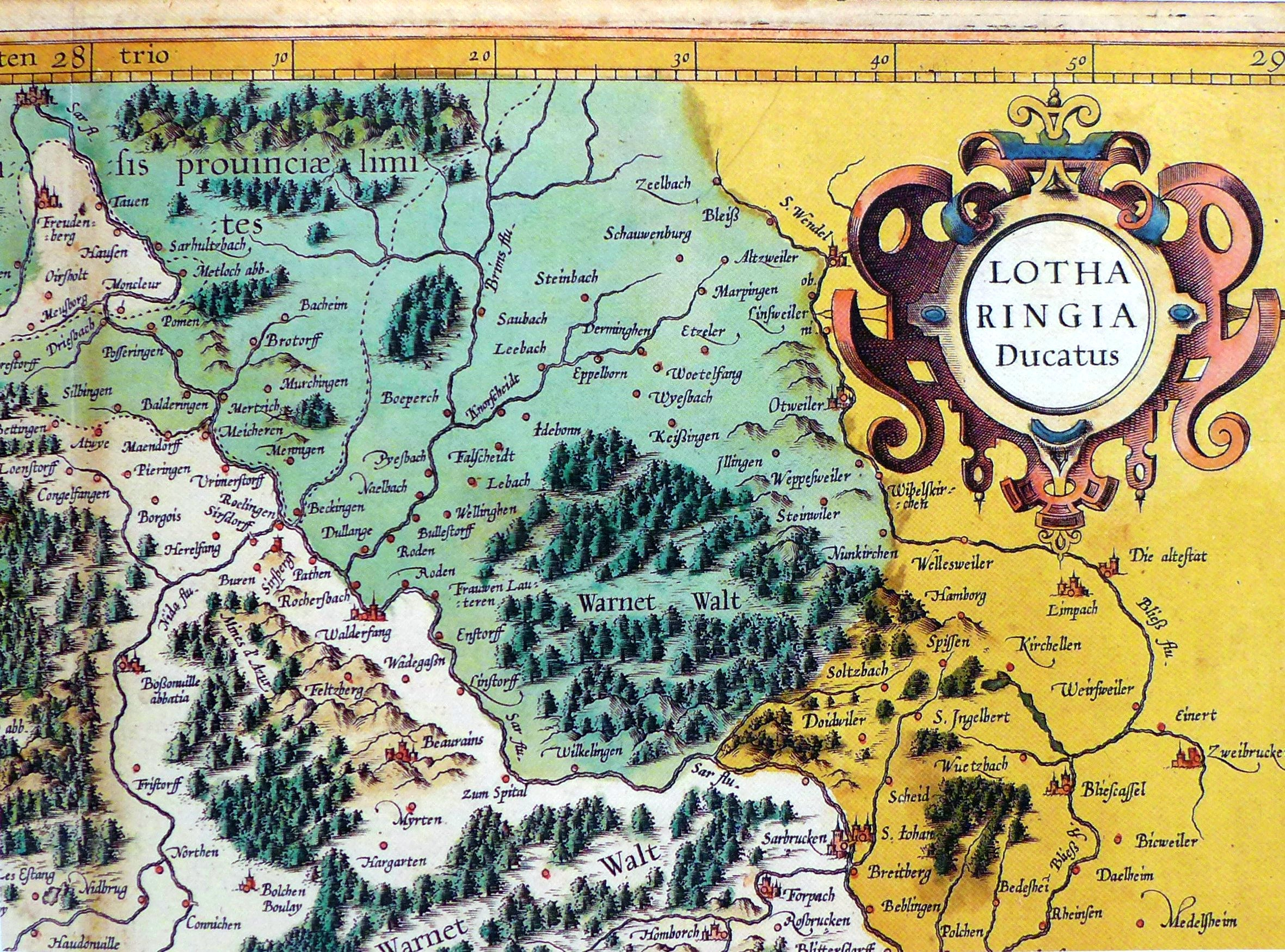
Der Warndt in der Lothringen-Karte von Gerhard Mercator, 1564–1585

Der Warndt ist ein ausgedehntes, rund 5000 Hektar großes Waldgebiet westlich von Saarbrücken und umfasst Teile des deutschen Saarlandes und des französischen Departements Moselle. Das Gebiet wird von der Saar und zwei ihrer linksseitigen Zuflüsse begrenzt, der Bist im Norden und der Rossel im Süden. Durchflossen wird es vom Lauterbach, der in Geislautern in die Rossel mündet. Der Untergrund besteht aus Buntsandstein, der von Eisenerzbändern durchzogen wird und auf Steinkohle lagert. Der Warndt ist ein beliebtes Naherholungsgebiet.

## Name
Der Name Warndt wurde in einer Schenkungsurkunde Kaiser Ottos III. im Jahre 999 erstmals schriftlich erwähnt. Der Name wurde im Laufe der Jahrhunderte in verschiedenen Formen überliefert: „Waran“ im Jahr 1147, „Wernest“ im Jahr 1171, „Warant“ im Jahr 1187, „Warando“ im Jahr 1210, „Warnest“ im Jahr 1255, Silva de Warant 1267, Warende 1270, Warray 1289, Wairant 1325, Warand 1333, Varandes 1349, „Warendt“ 1361, „Warhand“ 1392, „Varndt“ 1613, „Vuarray“ 1634, „Warnet“ 1683, „Waren“ 1766, „Warnetwald“ im Jahr 1779, „Warndt“ im Jahr 1808.
Die Etymologie dieses Namens ist unsicher. Es ist notwendig, zumindest einige Hypothesen zu erwähnen:
- „Warndt“ kommt laut einer Volksetymologie von Pfarrer Rug von „der Verwarnte“, was Verbot, Warnung oder Vorsicht bedeutet. Das Wort würde dann durch Konsonantenmutation mit dem Wort „Garantie“ in Beziehung gesetzt. Tatsächlich handelte es sich beim Warndt um eine Walddomäne, deren Jagd dem Kaiser oder dem Adel vorbehalten oder garantiert war.
- „Warndt“ wäre mit dem niederländischen „Warand“ und dem friesischen „wâd“ verwandt, deren Bedeutung Wald ist.[2] Der Name stünde dann in direktem Zusammenhang mit der Waldnatur des ausgewiesenen Gebietes.
- Eine gallische Hypothese für „Warndt“ würde etwa auf eine Wurzel des Typs „icoranda“ führen mit Weiterentwicklung *icoranda > *quoranda > *gwaranda > waranda.[3] Damit werden im Allgemeinen Orte bezeichnet, die an der Grenze zwischen gallischen Territorien liegen. Der Warndt-Wald trennte die Gebiete der Mediomatriker von denen der Treverer.

## Orte im Warndt
- In Deutschland (21): Differten, Dorf im Warndt, Emmersweiler, Fenne, Friedrichweiler, Fürstenhausen, Geislautern, Gersweiler, Großrosseln, Hostenbach, Karlsbrunn, Klarenthal, Lauterbach, Ludweiler-Warndt, Naßweiler, Schaffhausen, St. Nikolaus, Überherrn, Wadgassen, Wehrden (Saar), Werbeln
- In Frankreich (26): Béning-lès-Saint-Avold, Betting, Bisten-en-Lorraine, Carling, Cocheren, Creutzwald, Dalem, Diesen, Falck, Forbach, Freyming-Merlebach, Guerting, Ham-sous-Varsberg, Hargarten-aux-Mines, Hombourg-Haut, L’Hôpital, Longeville-lès-Saint-Avold, Merten, Morsbach, Macheren, Petite-Rosselle, Porcelette, Rosbruck, Saint-Avold, Schœneck, Varsberg.

## Industrie im Warndt
- Ehemals grenzüberschreitendes Steinkohlenabbaugebiet
- Ehemals Erzschmelzen und Glashütten
- Grube Velsen
- Grube Warndt

## Anthropogene Nutzung

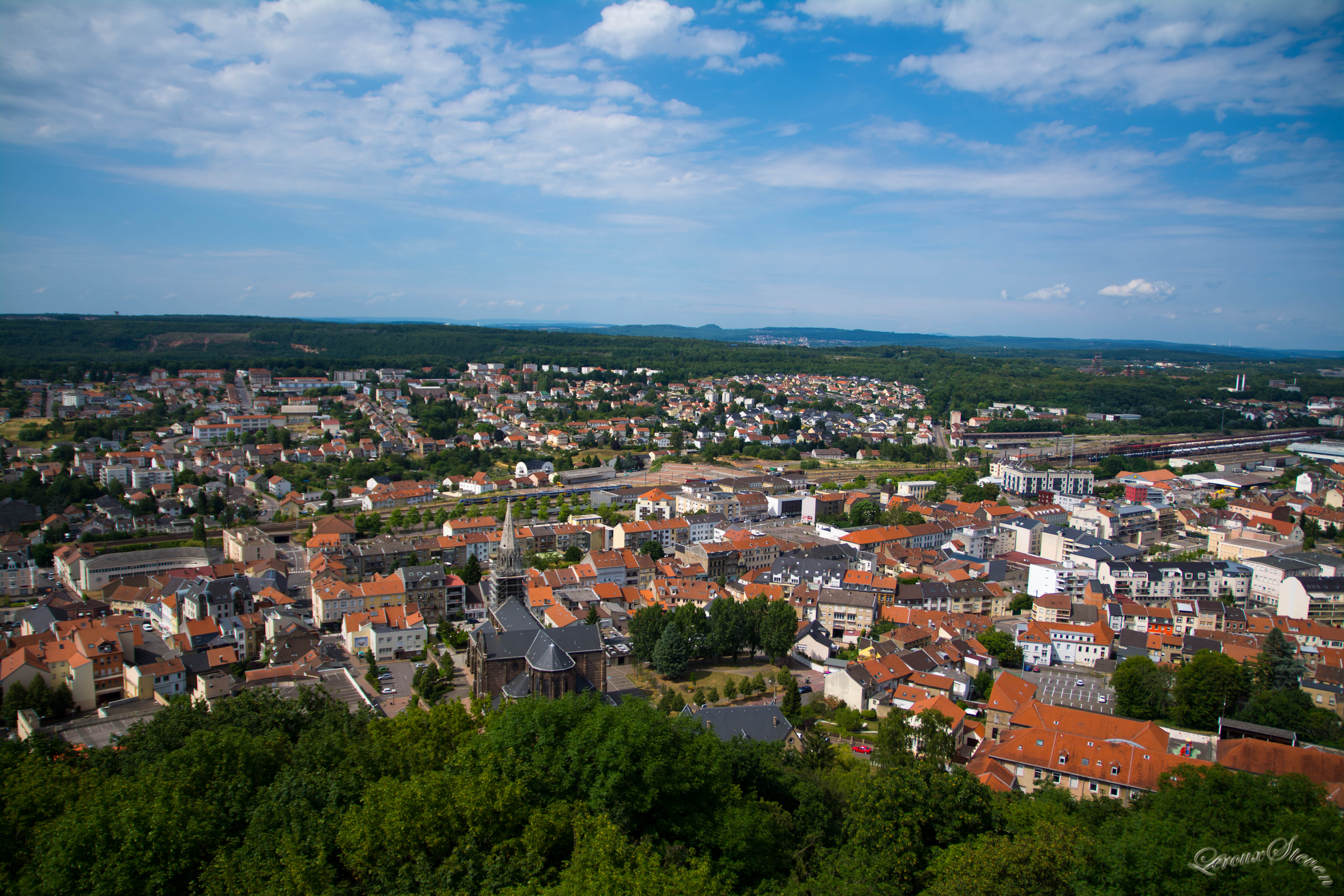
Blick auf Forbach vom Kappelberg/Schlossberg aus

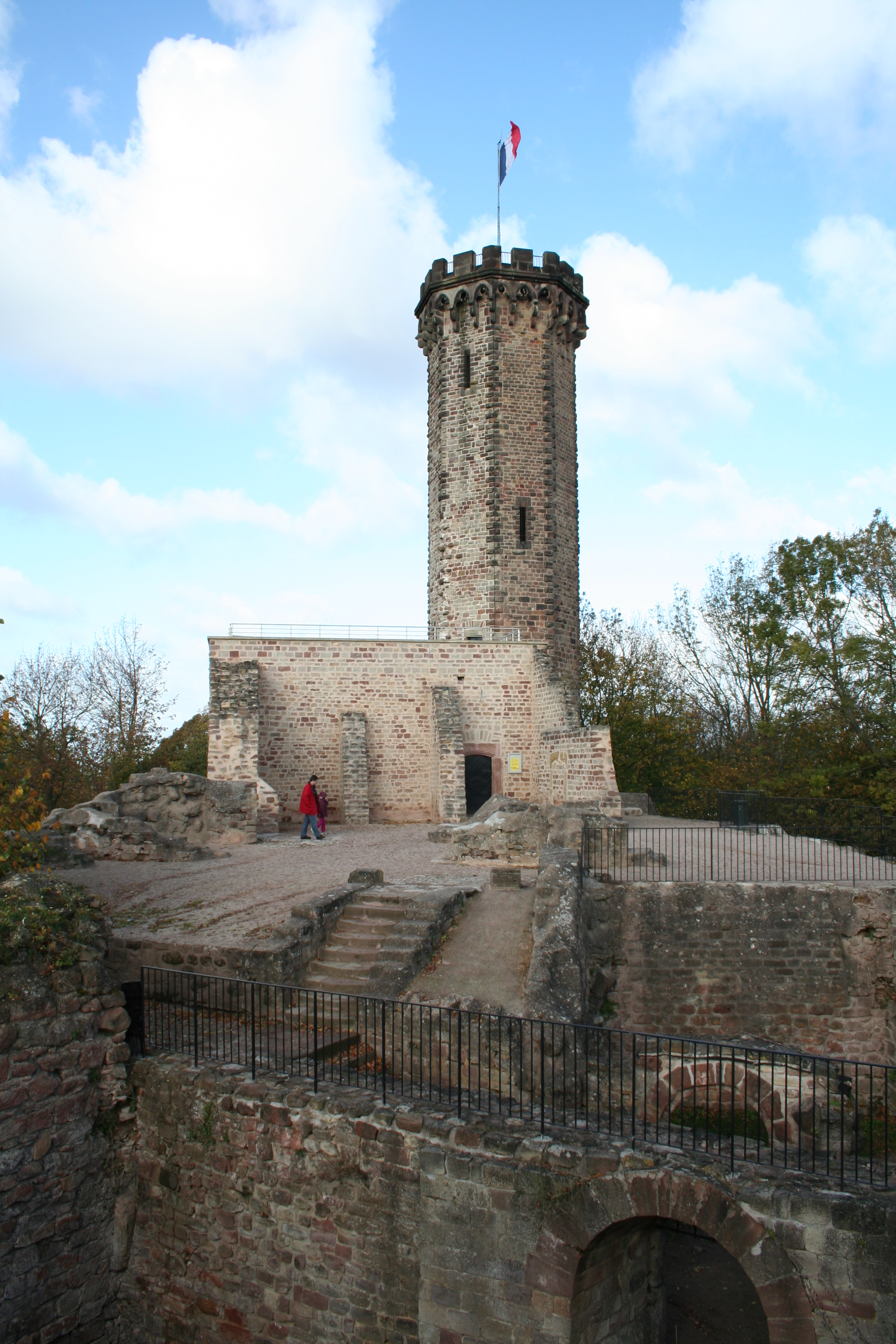
Saareckturm auf dem Kappelberg/Schlossberg in Forbach

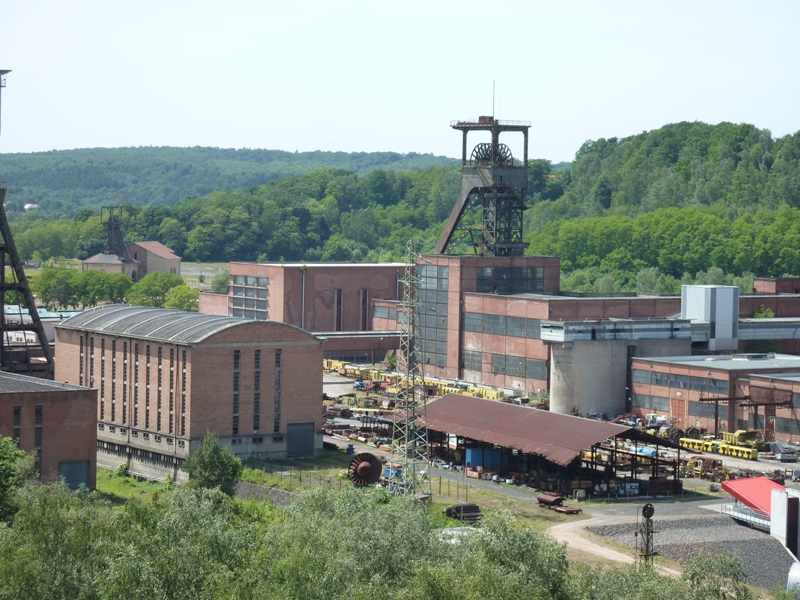
Bergbaumuseum in Kleinrosseln

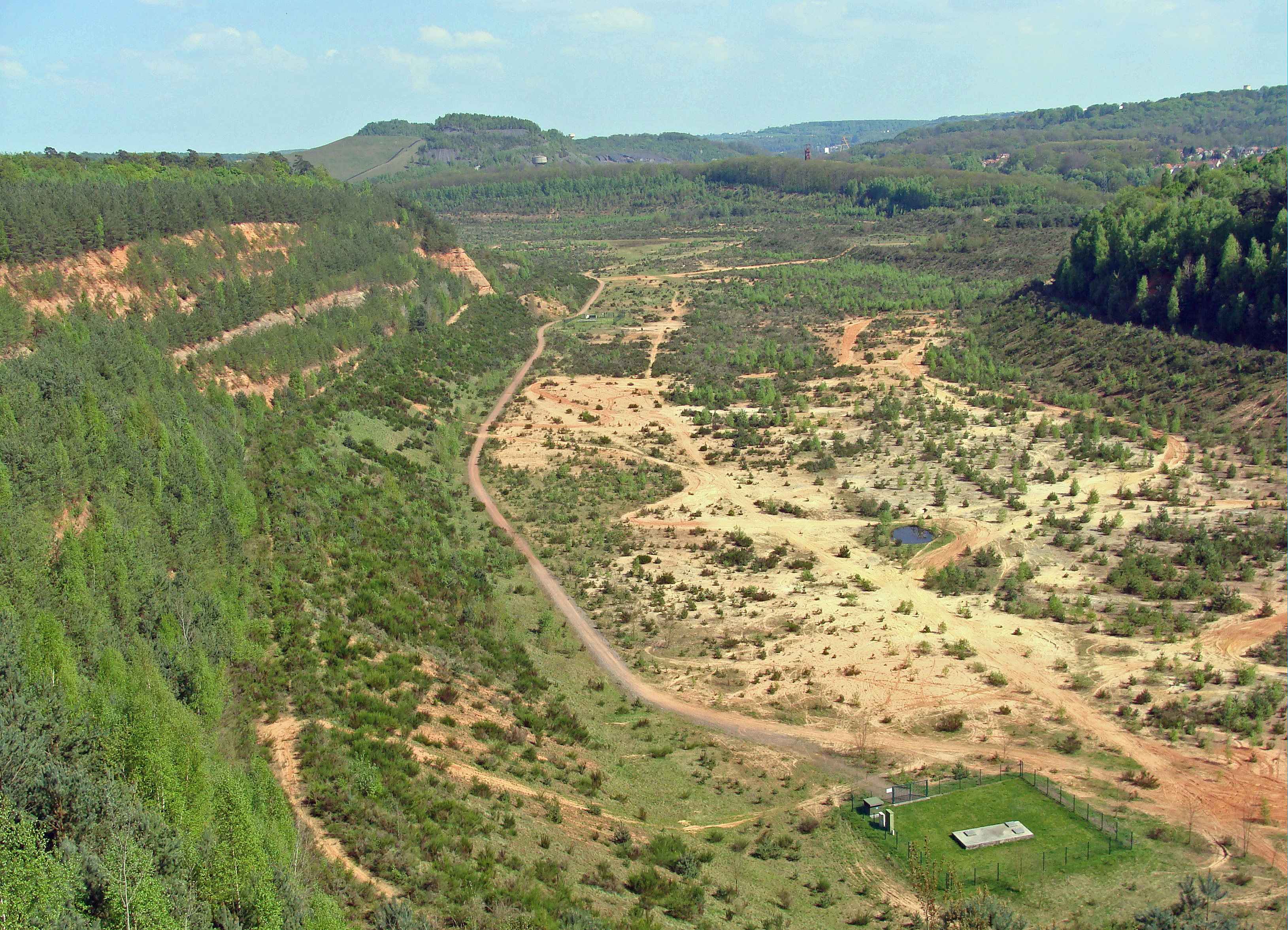
Ehemaliger Steinbruch bei Spittel

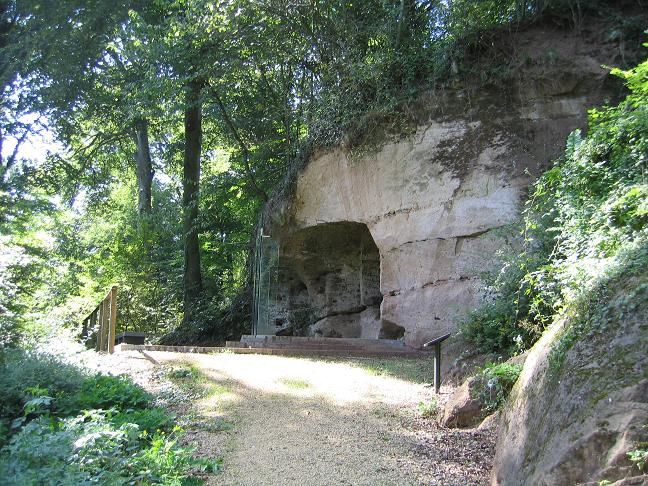
Gallo-römische Grotte im Herapel-Gebiet

Der Warndt war seit dem Mittelalter ein herrschaftliches Jagdrevier. Landesfürst Ludwig von Nassau-Saarbrücken ließ sich 1717 in Karlsbrunn ein Jagdschloss errichten und nutzte es oft für große und mehrere Tage dauernde Jagden. Im Jahre 1815 zog die staatliche Forstverwaltung in das Anwesen ein. Im 17. Jahrhundert war der Warndt Zufluchtsort für französische Hugenotten. Ihre Ansiedlungen im Warndt, in Ludweiler, lösten dabei eine nachhaltige Wirkung auf das Gebiet aus, da sie das Glasbläserhandwerk mitbrachten und die Glasindustrie an der Saar einführten. Der Holzreichtum des Warndt wurde zum Befeuern der Glashütten verwendet.
Da sich der Warndtwald auf einer minder fruchtbaren Buntsandsteinplatte befindet, wurden die meisten älteren Orte am Rande des Waldes angelegt. Die ersten urkundlichen Erwähnungen erfolgten für Forbach 1053, Spittel 1210, St. Nikolaus 1270, Großrosseln 1290 und Emmersweiler 1292. Eine weitere Ortsgründungsphase erfolgte um das Jahr 1600: Merlenbach 1590, Ludweiler 1604, Nassweiler 1608. Danach entstanden kurz nach 1700 einige Orte, die von Glasbläsern besiedelt wurden: Lauterbach 1707, Alte Glashütte (Vielle Verrerie) 1717 sowie Karlsbrunn 1718. Diese Dörfer entwickelten sich jedoch nach der französisch-preußischen Grenzziehung von 1815 sehr unterschiedlich. Während auf preußischem Gebiet eine gewisse Erweiterung der bebauten Fläche eingetreten ist, bildete sich auf französischer Seite eine zusammenhängende Bergbaulandschaft heraus, denn unter dem Buntsandstein des Warndt lagert Steinkohle, die in südwestlicher Richtung in immer tiefere Schichten absinkt. Daher wurden die französischen Kohlenschächte in unmittelbarer Nähe der Grenze gegraben, wo die Kohle der Erdoberfläche am nächsten liegt. So ist der Warndt von einem Kranz von ehemaligen Kohlengruben mit Abraumhalden umgeben. Große Sandgruben dienten dazu, die ausgebeuteten Stollen wieder zuzuschwemmen.
Zwischen den umfangreichen Industrieanlagen baute man die Wohnsiedlungen der dort beschäftigten Arbeiter und Angestellten. Sie liegen meist abseits der alten Dorflagen und boten den aus ganz Frankreich, den ehemaligen französischen Kolonien sowie den aus dem Ausland angeworbenen Arbeitern eine neue Bleibe. Die Mischung vieler Nationalitäten hatte zur Folge, dass sich die französische Sprache schnell durchsetzte und die Kenntnis des alteingesessenen rheinfränkischen Dialektes sehr viel stärker zurückging, als dies im benachbarten Elsass der Fall war. Die neuen Werkssiedlungen werden in Frankreich als Cités bezeichnet. Sie sind in sich abgeschlossene Wohnkomplexe, die einen eigenen Namen führen: z. B. Cité Hochwald, Cité Belle Roche, Quartier de Guise. Charakteristisch ist ihre unmittelbare Nähe zu Wald, Feld oder Industriegelände, ihre in sich meist gleiche Hausbauweise in architektonisch anspruchslosen Wohnblöcken sowie ihre vielfach völlig homogene soziale Zusammensetzung der Bewohner. So gab es Cités, die nur von Arbeitern bewohnt waren, andere, in denen die Angestellten lebten, und solche, in denen Bungalows für das technische oder administrative Führungspersonal errichtet worden waren.
Die lothringische Kohlenförderung begann im Jahr 1828, als in Schoeneck der erste Schacht abgeteuft wurde. Im Gefolge entstand eine Anzahl privatwirtschaftlicher Gesellschaften, die ihre Gruben zwischen Stiringen-Wendel, Creutzwald und Falkenberg eröffneten. Sie wurden im Jahr 1946 verstaatlicht und trugen seitdem den Namen „Houllières du Bassin de Loraine“ („HBL“). Dadurch konnte der Kohlenabbau planwirtschaftlich gestaltet und rationell modernisiert werden. Das gesamte Kohlengebiet des Warndt wurde in drei Abbaugebiete unterteilt: Falkenberg, Merlenbach und Kleinrosseln. Der Hauptverwaltungssitz befand sich in Merlenbach. Ähnlich wie die Saarbergwerke war es das Ziel der „HBL“, ihren Betrieb durch Angliederung weiterer Produktionszweige ökonomisch krisenfester zu gestalten.
Die Leistungsfähigkeit des lothringischen Kohlenreviers lag mit dem saarländischen gleichauf. Es war zugleich auch das an Kohlenreserven reichste, das in der Pro-Kopf-Leistung ergiebigste und am modernsten ausgestattete Kohlengebiet in ganz Frankreich. Hauptort des damaligen französischen Kohlengebietes war und ist die Kreisstadt Forbach. Da ringsum die Stadt Cités errichtet wurden, blieb das kleinstädtische Zentrum trotz Versuchen einer architektonischen Belebung unterentwickelt, sodass viele Forbacher daher Gegenstände des gehobenen Bedarfes im nahegelegenen Saarbrücken einkaufen. Südlich der Stadt Forbach erhebt sich die Muschelkalkstufe, die den Warndt im Westen und Süden umrahmt. Auf deren Höhe befinden sich Dörfer, die eine lange Ackerbautradition aufweisen können. Als Hauptverbindung von Forbach durch den Warndt zur Saar diente das Tal der Rossel, das heute streckenweise die Grenze zwischen Frankreich und dem Saarland bildet. Die Rossel verursachte eines der schwierigsten wasserwirtschaftlichen Probleme des Saarlandes, denn bis 1968 gelangten mit dem Rosselwasser täglich 900 bis 1000 Tonnen Trockenschlamm in die Saar, sodass die Rossel das Attribut „schmutzigster Fluss Europas“ bekam. Dazu kamen die Abwasser der Chemiewerke Marienau und Carling, die in den angrenzenden saarländischen Wohngemeinden eine starke Geruchtbelästigung verursachten. Der Steinkohlebergbau in Lothringen wurde im Jahr 2004 beendet.
So wie im Mittelalter der Burgberg von Forbach, der Kappelberg, der vor ihm gelegenen Stadt Schutz bot, so gab es schon in römischer Zeit in der Nähe eine Fliehburg auf einer stark abfallenden Kuppe, von der aus man den ganzen Warndt überwachen konnte. Es handelt sich um die verfallene gallo-römische Siedlungen Herapel bei Rosbruck unweit der saarländischen Grenze. Hier lag in 340 m Höhe auf einer Fläche von etwa zwölf Hektar ein größerer Vicus, der von einer 1800 m langen und bis zu drei Meter breiten Mauer umgeben war. Kaufleute, Händler und Handwerker hatten sich dort niedergelassen, bis sie im 4. Jahrhundert von den Germanen vertrieben wurden und der Vicus verfiel.
Den saarländischen Siedlungen im Warndt ist heute nicht mehr anzusehen, dass sie meist als Glasbläserdörfer gegründet wurden. Die Glasbläserei, die auf dem Holzreichtum des Warndtwaldes beruhte und die oft von religiös verfolgten Lothringern, Luxemburger und Schweizern betrieben wurde, hielt sich jedoch nicht lange. In Klarenthal wurde sie im Jahr 1723 aufgegeben, in Alte Glashütte 1766, in Lauterbach 1773 und in Karlsbrunn im Jahr 1791. Heute haben die Warndtgemeinden meist Wohnfunktionen und verfügen über einen hohen Anteil an Auspendlern. Darüber hinaus ist der Warndtwald ein beliebtes Naherholungsgebiet für die Bewohner der umliegenden Städte und Gemeinden.